# Yipsi Moreno
Pour les articles homonymes, voir Moreno.
Yipsi Moreno, née le 19 novembre 1980 à Camagüey, est une athlète cubaine, pratiquant le lancer du marteau. Elle est championne olympique en 2008 à Pékin et également triple championne du monde de manière consécutive en 2001, 2003 et 2005.

## Carrière

### Débuts et carrière en tant que junior
Yipsi Moreno débute l'athlétisme à l'âge de 6 ans, quand un professeur de sport remarque ses capacités sportives. Débutant par les épreuves combinées puis le lancer du disque, elle s'initie au lancer du marteau lors de son introduction à Cuba, et lance déjà 48 mètres l'année suivante. En 1995, elle lance 53,96 m et rejoint l'équipe nationale junior rapidement.
En 1997, elle décroche la médaille d'or des Jeux panaméricains juniors, à domicile puis termine au pied du podium, en 1998, des championnats du monde juniors à Annecy.
Le 29 mai 1999, à Mexico, elle bat le record du monde junior de la discipline avec un jet à 66,34 m. Ce record ne restera que 13 jours. En juillet, elle obtient la médaille d'argent des Jeux panaméricains à Winnipeg puis termine 18e des championnats du monde sénior de Séville, année d'introduction du marteau féminin. Cette dix-huitième place la motive, et Moreno dira à ses parents après les championnats qu'elle « serait championne du monde et de gagner aussi tôt qu'à Edmonton », ville-hôte des mondiaux de 2001.
En septembre 2000, elle termine 4e des Jeux olympiques de Sydney à l'âge de 19 ans, dans un concours remporté par la Polonaise Kamila Skolimowska, une adolescente de 17 ans et demi.

### Titres mondiaux à Edmonton (2001) et Paris (2003)
En début de saison 2001, Yipsi Moreno dépasse la barrière des 70 mètres pour la première fois. Elle confirme cette performance en décrochant, le 7 août, le titre mondial aux championnats du monde d'Edmonton, comme elle l'avait déclaré à ses parents en 1999. Sa consécration mondiale se fait grâce à un nouveau record personnel porté à 70,65 m. Le 3 juillet 2002, à Madrid, elle réalise 71,47 m. C'est dans ce même stade qu'elle termine à la 2de place lors de la coupe du monde des nations derrière la Chinoise Gu Yuan.
En 2003, la Cubaine améliore de près de 4 mètres son record, pour le porter à 75,14 m à Savone en juillet, faisant d'elle la favorite pour succéder à elle-même aux championnats du monde à Paris. Avant ça, elle remporte les Jeux panaméricains pour la première fois, établissant un record des Jeux à 74,25 m. Le 28 août, à Paris, Yipsi Moreno remporte son 2e titre mondial consécutif grâce à un jet à 73,33 m, devançant sur le podium la Russe Olga Kuzenkova (71,71 m) et la Française Manuela Montebrun (70,92 m). Elle conclût sa saison par une victoire à la Finale mondiale de l'athlétisme. Pour l'ensemble de sa saison 2003, elle est élue sportive cubaine de l'année.

### L'argent aux Jeux d'Athènes (2004) puis troisième titre mondial (2005)
En 2004, elle améliore son record national de 4 centimètres, à l'occasion des championnats nationaux. Mais aux Jeux olympiques d'Athènes, Moreno est battue par sa dauphine des mondiaux, Olga Kuzenkova. Si la déception est immense, son talent l'est tout aussi puisque, à 24 ans, elle est déjà double championne du monde et vice-championne olympique.
En 2005, une blessure au pied l'empêche de concourir pendant une grande partie de la saison. Aux championnats du monde d'Helsinki, elle est obligée de céder son titre à Kuzenkova, mais celle-ci sera disqualifiée de son titre en 2013 et Moreno récupère la médaille d'or sur tapis vert. Sa seconde place à la Finale mondiale de l'athlétisme derrière cette même athlète sera également reclassée en victoire.
2006 est une année sans compétition majeure. La Cubaine lance à 74,69 m cette saison, à Ostrava. Elle remporte un titre aux Jeux d'Amérique centrale et des Caraïbes puis prend deux 3e place en réunion internationale, à la Finale mondiale de l'athlétisme (71,85 m) et lors de la Coupe du monde des nations (73,99 m).
Après quelques nouveaux pépins physiques, Yipsi Moreno établit le 17 juin 2007 à Varsovie un nouveau record d'Amérique du Nord, d'Amérique centrale et des Caraïbes de sa discipline avec un jet à 76,36 m. Mais aux championnats du monde d'Osaka, la triple championne du monde en titre échoue à remporter un quatrième titre, battue pour seulement 2 centimètres par l'Allemande Betty Heidler, 74,76 m contre 74,74 m. Elle conclut sa saison par une nouvelle victoire à la Finale mondiale de l'athlétisme (73,76 m).

### Consécration olympique à Pékin (2008)
L'année 2008 est importante pour Yipsi Moreno. À 28 ans, la Cubaine veut remporter ce titre olympique qui lui a échappé à Athènes. En février, elle lance par deux fois au-delà des 75 mètres. Durant sa campagne européenne, elle s'impose dans 3 de ses 4 rencontres, réalisant notamment une performance de 76,16 m à Ostrava, à 20 centimètres de son record. 
Mais pour la triple médaillée d'argent des trois dernières compétitions internationales, c'est une nouvelle médaille d'argent qu'elle remporte aux Jeux olympiques de Pékin : avec 75,20 m, elle est battue par la Biélorusse Aksana Miankova qui établit un nouveau record olympique avec 76,34 m. Seulement, celle-ci sera disqualifiée pour dopage en 2017 et en conséquence, la Cubaine connaît enfin la consécration olympique, 9 ans après. En fin de saison, elle porte à Zagreb son record à 76,62 m.
En 2009, elle fait l'impasse sur la saison pour congé maternité. Elle met au monde son premier fils, Cabel, en août de la même année.
En 2010, elle reprend les compétitions le 15 mai à Halle où elle lance 69,33 m. Elle poursuit en Espagne avec 2 compétitions au-delà des 71 mètres avant de réaliser une superbe performance de 75,19 m à Zhukovskiy en Russie. Étonnée de sa performance et de la rapidité de son retour avec les meilleures athlètes mondiales, elle poursuit à Reims avec 73,66 m. En août, elle réalise 73,78 m à Rieti puis termine 3e de la Coupe continentale à Split avec 72,73 m.

### Fin de carrière
En 2011, Moreno échoue au pied du podium des championnats du monde de Daegu malgré une meilleure performance personnelle de la saison à 74,48 m. C'est la première fois depuis 2000 qu'elle ne remporte pas de médaille internationale. En fin de saison, elle lance à 75,62 m pour remporter son troisième titre consécutif aux Jeux panaméricains de Guadalajara.
2012 est la dernière échéance olympique de la cubaine. En 2008, elle déclarait vouloir remporter cette médaille d'or élusive, après sa défaite de Pékin. En 2010, elle qualifiait les Jeux olympiques de Londres comme son nouvel objectif, renforcé par la motivation que lui procure son fils. Durant la saison, elle établit son meilleur jet à 75,59 m à Reims. Aux Jeux olympiques à Londres, elle atteint sa quatrième finale olympique en un même nombre de participation, mais ne parvient pas à remporter de médaille : 6e avec 74,60 m, elle est à près de 2 mètres et demi de la médaille de bronze. En 2016, elle sera reclassée 5e à la suite de la disqualification pour dopage de la vainqueur, Tatyana Lysenko.
En 2013, elle termine 6e des championnats du monde de Moscou avec 74,16 m, son meilleur jet de la saison.
Le 24 novembre 2014, elle remporte un dernier titre majeur, aux Jeux d'Amérique centrale et des Caraïbes, et met un terme à sa carrière internationale pour se consacrer à l'éducation de son fils.

### Reprise de sa carrière sous les couleurs de l'Albanie (2025)
.

## Statistiques
Yipsi Moreno a lancé à plus de 70 mètres dans 142 compétitions différentes.

## Vie privée
Elle est l'unique fille de ses parents, Mercedes et Rene. De ses parents, elle a quatre demi-sœurs, toutes plus âgées qu'elle.
En novembre 2008, elle se marie avec son compagnon de longue date Abdel Munguia et de cette union est né leur fils Cabel, en août 2009.
Elle obtient en 2010 un diplôme d'éducation physique et sportive, complété à Santiago de Cuba.

## Palmarès
| Date | Compétition                              | Lieu                                | Résultat | Marque  |
| ---- | ---------------------------------------- | ----------------------------------- | -------- | ------- |
| 1998 | Championnats du monde juniors            | Annecy                              | 4e       | 59,85 m |
| 1998 | Championnats ibéro-américains            | Lisbonne                            | 2e       | 57,97 m |
| 1999 | Jeux panaméricains                       | Winnipeg                            | 2e       | 63,03 m |
| 1999 | Championnats du monde                    | Séville                             | 18e      | 58,68 m |
| 2000 | Jeux olympiques                          | Sydney                              | 4e       | 68,33 m |
| 2001 | Championnats du monde                    | Edmonton                            | 1re      | 70,65 m |
| 2002 | Coupe du monde des nations               | Madrid                              | 2e       | 69,65 m |
| 2003 | Jeux panaméricains                       | Saint-Domingue                      | 1re      | 74,25 m |
| 2003 | Championnats du monde                    | Paris                               | 1re      | 73,33 m |
| 2003 | Finale mondiale                          | Szombathely                         | 1re      | 73,42 m |
| 2004 | Championnats ibéro-américains            | Huelva                              | 1re      | 71,06 m |
| 2004 | Jeux olympiques                          | Athènes                             | 2e       | 73,36 m |
| 2005 | Championnats du monde                    | Helsinki                            | 1re      | 73,08 m |
| 2005 | Finale mondiale                          | Szombathely                         | 1re      | 74,75 m |
| 2006 | Jeux d'Amérique centrale et des Caraïbes | Carthagène des Indes                | 1re      | 70,22 m |
| 2006 | Finale mondiale                          | Stuttgart                           | 3e       | 71,85 m |
| 2006 | Coupe du monde des nations               | Athènes                             | 3e       | 73,99 m |
| 2007 | Jeux panaméricains                       | Rio de Janeiro                      | 1re      | 75,20 m |
| 2007 | Championnats du monde                    | Osaka                               | 2e       | 74,74 m |
| 2007 | Finale mondiale                          | Stuttgart                           | 1re      | 73,76 m |
| 2008 | Jeux olympiques                          | Pékin                               | 1re      | 75,20 m |
| 2008 | Finale mondiale                          | Stuttgart                           | 1re      | 74,79 m |
| 2010 | Coupe continentale                       | Split                               | 3e       | 72,73 m |
| 2010 | Challenge IAAF du lancer de marteau      | Challenge IAAF du lancer de marteau | 3e       | —       |
| 2011 | Championnats du monde                    | Daegu                               | 4e       | 74,48 m |
| 2011 | Jeux panaméricains                       | Guadalajara                         | 1re      | 75,62 m |
| 2011 | Challenge IAAF du lancer de marteau      | Challenge IAAF du lancer de marteau | 2e       | —       |
| 2012 | Jeux olympiques                          | Londres                             | 5e       | 74,60 m |
| 2013 | Championnats du monde                    | Moscou                              | 4e       | 74,16 m |
| 2013 | Challenge IAAF du lancer de marteau      | Challenge IAAF du lancer de marteau | 3e       | —       |
| 2014 | Jeux d'Amérique centrale et des Caraïbes | Xalapa                              | 1re      | 71,35 m |